# موسیقی ایالات متحده آمریکا
موسیقی ایالات متحده آمریکا (به انگلیسی: Music of the United States) نمایشگر تنوع جغرافیای انسانی این کشور است. این موسیقی تحت تأثیر موسیقی ایرلندی، اسکاتلندی، آفریقای غربی و البته اروپایی قرار دارد. از شاخص‌ترین سبک‌های موسیقی در آمریکا می‌توان به جاز، بلوز، کانتری، بلوگرس، آمریکانا، راک، ریتم اند بلوز، سول، رگتایم، فانک، هیپ هاپ، دوو واپ، پاپ، تکنو، هاوس، فولک، دیسکو، بوگِلو، رگاتون و سالسا اشاره کرد. موسیقی آمریکا در تمام جهان شنیده می‌شود و تعداد زیادی از هنرمندان آن مخاطبان جهانی دارند.